# Makaikråka
Makaikråka (Corvus viriosus) är en förhistorisk utdöd fågel i familjen kråkfåglar inom ordningen tättingar som tidigare var endemisk för Hawaiiöarna. Den är endast känd från subfossila lämningar funna på Oahu och Molokai. 
Fågeln var större än den överlevande hawaiikråkan och näbben var både längre och rakare. Näbbformen skilde sig också från den utdöda tjocknäbbade kråkan som också förekom på Oahu, vilket tyder på att de födosökte på olika sätt och i olika ekologiska nischer. 
Fynden är gjorda i låglänta områden varför det är troligt att den var överlag en låglandsfågel snarare än en bergsfågel. Det är framför allt låglänta områden som förändrats kraftig sedan människan kom till ögruppen och det är också framför allt de låglänt levande arterna som har dött ut. Exakt när makaikråkan försvann är oklart, men den var redan utdöd när européerna kom till Hawaiiöarna.